# Zenith 548

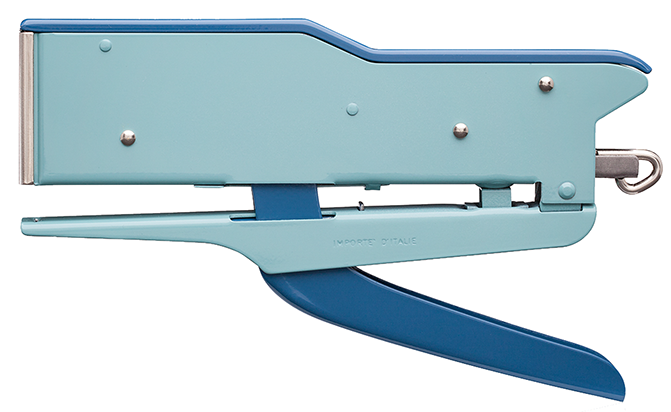
Fotografia del modello Zenith 548

La zenith 548 è una spillatrice ideata e realizzata da Aldo Balma intorno al 1948.
È considerata una delle icone del design italiano e dei prodotti per l'ufficio anche a livello internazionale, infatti nel 1954 viene segnalata d'onore al "Compasso d'oro".

## Storia
(Frase dello slogan pubblicitario)
La Balma, Capoduri & C. è nata nel 1924 come azienda metalmeccanica specializzata in articoli di cancelleria e ufficio. Alcuni dei prodotti più famosi immessi sul mercato furono la cucitrice Zenith 548 e la colla bianca coccoina.
La cucitrice a punti metallici Zenith 548 fu introdotta nel 1948 e viene ad oggi considerata una delle più belle e funzionali cucitrici sul mercato. Realizzata interamente in metallo con un profilo che ricorda una balena, è estremamente funzionale e durevole e per questo nel 1954 ricevette una segnalazione d’onore nella prima edizione del "Compasso d’Oro", la più alta onorificenza italiana nel campo del design.
Qualche anno dopo l'invenzione della cucitrice Zenith, l'azienda Balma, Capoduri & C. decide di avviare la produzione della Colla Coccoina, una pasta adesiva di colore bianco quasi commestibile grazie ai suoi componenti: fecola di patate e acqua, glicerina e olio di mandorla.

## Caratteristiche tecniche
La cucitrice è composta da un corpo in metallo e ottone nichelato (contenente tutte le parti meccaniche), una guida in metallo (con meccanismo a molla) e una maniglia che viene azionata per applicare ogni singolo punto.

Una delle particolarità di questa cucitrice (e uno dei suoi punti di forza) è la possibilità di utilizzare diversi tipi di punti metallici in modo da poter ottenere cuciture "chiuse" o "aperte" a seconda delle esigenze. Il differente tipo di chiusura dei punti permette a questa cucitrice di unire tra loro fino a 15 fogli 80gr/m2 a punto "chiuso" (punti 6/4) e fino a 30 fogli a punto "aperto" (punti 6/6). Per fare ciò servono due tipi di punti metallici diversi; la chiusura "chiusa" richiede i punti 6/4 (punti ZENITH art. 130/E, 130/Z, 130 LM, 130/LL), quella "aperta" i punti 6/6 (punti ZENITH art. 130/Z 6)

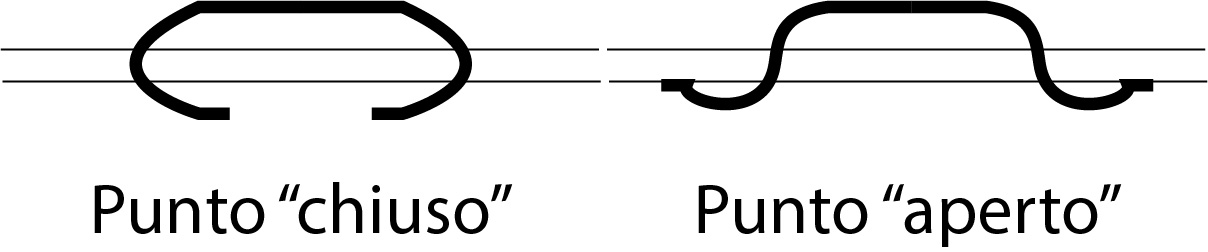
Schema di fascicolazione mediante punti "chiusi" o "aperti"

Originariamente la Zenith 548 era prodotta priva di colorazione, solo successivamente sono state introdotte numerose varianti colorate, grazie a colori privi di piombo dall'alta resistenza all'usura e alla corrosione.

## Processo produttivo
La produzione della Zenith 548 avviene in serie nelle fabbriche della Balma, Capoduri & C s.p.a situate a Voghera (PV), nel basso lombardo.
Il processo di produzione delle varie componenti avviene in maniera completamente automatizzata: dei grossi macchinari tagliano e piegano il metallo per ricavare le varie parti del corpo centrale della cucitrice, la guida per i punti metallici e il manico.
I pezzi vengono poi immersi in una soluzione liquida per essere lucidati ed immersi in una vasca vibrante con dei coni ruvidi per levigarli.
Dopo essere stati raffinate, le varie componenti vengono assemblate tra loro, formando il "corpo centrale" della Zenith 548.
Nonostante il processo di produzione delle varie componenti  sia completamente automatizzato tramite enormi macchine, la figura umana è ancora fortemente presente nella costruzione della cucitrice: tutte le cucitrici prodotte infatti sono assemblate e collaudate a mano, per assicurare la massima affidabilità del prodotto, e hanno una garanzia a vita sul loro funzionamento.